# Liste des maires de Nancy
Cet article dresse une liste par ordre de mandat des maires de Nancy.

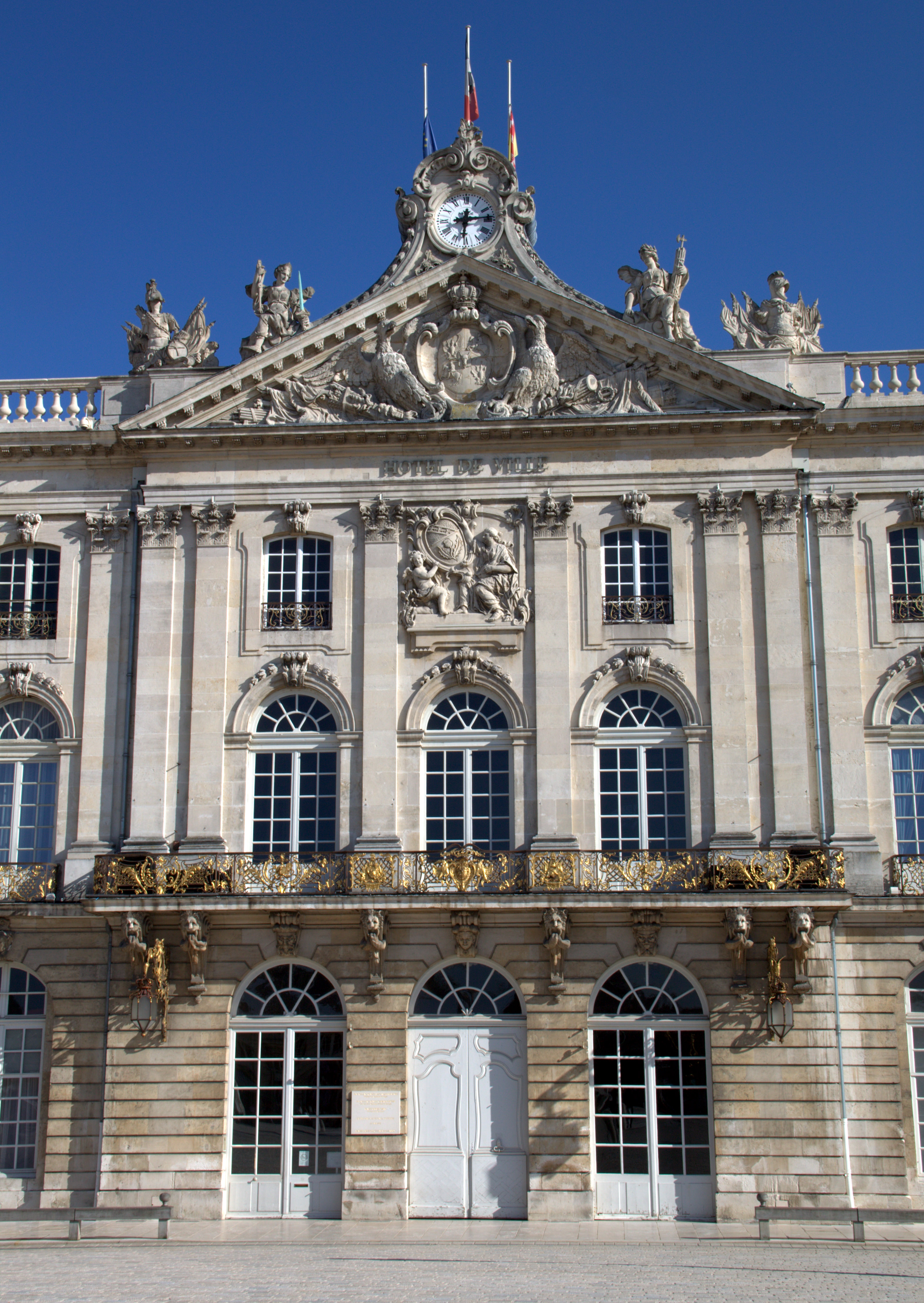
L'hôtel de ville de Nancy.

## Liste des maires
| Période           | Période           | Identité                          | Étiquette                    | Qualité |
| ----------------- | ----------------- | --------------------------------- | ---------------------------- | --- |
| 23 février 1790   | 27 août 1790      | Joseph Nicolas Custine d'Auflange | Royaliste                    | Comte Démissionne en cours de mandat. Peu favorable à la Révolution, sa mandature a consisté à freiner les avancées proposées par l'Assemblée nationale. |
| 16 novembre 1790  | 27 mars 1791      | Étienne Mollevaut                 | Révolutionnaire modéré       | Homme de loi |
| 6 avril 1791      | 15 février 1792   | Charles Thieret                   | Révolutionnaire libéral      | Négociant Démissionne fin janvier 1792 au profit de la charge, plus lucrative, de « commissaire du roi près le tribunal criminel du département de la Meurthe ». Il reste maire jusqu'aux élections des 13, 14 et 15 février 1792. |
| 15 février 1792   | 5 décembre 1792   | Adrien Duquesnoy                  | Révolutionnaire inclassable  | Homme de loi, écrivain, agronome Premier maire républicain de Nancy. Son nom est mentionné dans l'armoire de fer (ouverte au moment du procès de Louis XVI) ce qui empêche sa réélection en décembre 1792. Il s'avère finalement qu'il a été cité par erreur dans cette affaire, trop tard pour "récupérer" sa mairie, il est nommé directeur des Postes en compensation. |
| 24 décembre 1792  | 22 août 1793      | François-Antoine Lallemand        | Révolutionnaire libéral      | Négociant Il soutient les décisions de la Convention (arrestation des Girondins, Constitution de 1793), mais s'oppose à la Société Populaire sans-culotte, ce qui lui vaut d'être destitué par décret de la Convention nationale. |
| 9 septembre 1793  | 16 septembre 1793 | Nicolas Géhin                     | Révolutionnaire modéré       | Prêtre constitutionnel (vicaire) et président du comité de surveillance révolutionnaire Nommé par la Société populaire, il démissionne presque aussitôt car il ne se sent pas soutenu par les classes populaires. |
| 18 octobre 1793   | 28 novembre 1793  | Emmanuel Glasson-Brisse           | Révolutionnaire sans-culotte | Comédien Nommé par la Société populaire à la suite du refus de Pierre Philip et à la vacance de la mairie du 17 septembre au 22 octobre 1793. Presque un mois plus tard il est destitué sur ordre du représentant du peuple Balthazar Faure, ordre dans un premier temps validé par la Convention nationale.                                                              |
| 1er décembre 1793 | 16 février 1794   | Mathieu Croizier                  | Révolutionnaire libéral      | Négociant Nommé par la Société populaire pour remplacer Glasson-Brisse. Riche négociant, il refuse d'être rémunéré comme maire. Destitué en février 1794 à la suite de la reconnaissance du bien-fondé de Glasson-Brisse qui retrouve sa place de maire, Croizier reste officier municipal à ses côtés.                                                                   |
| 16 février 1794   | 2 octobre 1794    | Emmanuel Glasson-Brisse           | Révolutionnaire sans-culotte | Comédien Accusé d'être un "agitateur" et un "démagogue", il passe une partie de son mandat en maison de détention (du 21 juillet au 29 août 1794) tout en gardant son statut de maire. Il est libéré et réintégré après les événements du 9 thermidor, avant de laisser sa place en octobre 1794.                                                                         |
| 09 octobre 1794   | 14 décembre 1794  | Joseph Wulliez                    | Révolutionnaire sans-culotte | Proche de Glasson-Brisse, ex administrateur du District de Sarrebourg, puis président de la Société Populaire de Nancy. Destitué par le conventionnel Genevois |
| 15 décembre 1794  | avril 1795        | Claude-Joseph Mallarmé            | Révolutionnaire libéral      | |
| 2 mai 1795        | 30 septembre 1795 | Charles Thieret                   | Révolutionnaire libéral      | |
| 3 octobre 1795    | 14 novembre 1795  | François Antoine Lallemand        | Révolutionnaire libéral      | |
| 14 novembre 1796  | 3 avril 1796      | Claude de Dumast                  |                              | |
| 23 mai 1796       | 19 mars 1797      | Jean-Baptiste Genaudet            |                              | |
| 29 mars 1797      | 23 octobre 1797   | Jean-Baptiste Regneault           |                              | |
| 30 octobre 1798   | 8 janvier 1798    | Louis-Jean Saulnier               |                              | |
| 15 janvier 1798   | 10 février 1814   | François Antoine Lallemand        |                              | |
| 11 février 1814   | 29 avril 1815     | Joseph Mique                      |                              | |
| avril 1815        | avril 1815        | Payot de Beaumont                 |                              | Maire par intérim |
| avril 1815        | 26 juin 1815      | François-Antoine Lallemand        |                              | |
| 26 juin 1815      | 17 juillet 1815   | Antoine-Michel Mengin             |                              | |
| 17 juillet 1815   | 17 juillet 1815   | Sébastien Mandel                  |                              | Démissionne en cours de mandat |
| 17 juillet 1815   | octobre 1815      | Payot de Beaumont                 |                              | |
| 30 octobre 1816   | mai 1816          | Nicolas Benoist                   |                              | |
| 22 juin 1816      | 4 août 1816       | Drouot de Saint Mard              |                              | |
| 4 août 1816       | juillet 1830      | Regnault de Raulecourt            |                              | |
| 24 août 1830      | 24 août 1830      | Charles Moreau                    |                              | |
| 24 août 1830      | novembre 1831     | Nicolas Tardieu                   |                              | |
| 16 novembre 1831  | décembre 1834     | Charles Moreau                    |                              | |
| décembre 1834     | mars 1842         | Nicolas Welche                    |                              | |
| 11 mars 1842      | janvier 1848      | Jean Noel                         |                              | |
| 26 janvier 1848   | mai 1848          | Pierre-François Marchal           |                              | |
| 10 mai 1848       | octobre 1849      | Jules Monet                       |                              | |
| octobre 1849      | juillet 1852      | Jean Lemoine                      |                              | |
| 23 juillet 1852   | juin 1869         | Henri Buquet                      | Bonapartiste                 | |
| 30 juin 1869      | 22 janvier 1872   | Charles Welche                    |                              | |
| 5 mars 1872       | août 1879         | Auguste Bernard                   | Rép. mod.                    | Avocat Sénateur de Meurthe-et-Moselle (1876-1883) |
| 7 août 1879       | mai 1888          | François Volland                  | Rép. Mod.                    | Avocat Sénateur de Meurthe-et-Moselle (1886-1900) Conseiller général du canton de Nancy-Sud (1879-1898) |
| 20 mai 1888       | mai 1892          | Émile Adam                        |                              | |
| 15 mai 1892       | 15 mai 1904       | Hippolyte Maringer                | Opportuniste                 | |
| 7 juillet 1904    | mai 1912          | Ludovic Beauchet                  | LPF                          | Professeur d'histoire du droit français à la Faculté de droit de Nancy |
| 19 mai 1912       | 23 août 1914      | Joseph Laurent                    |                              | |
| 23 août 1914      | 7 décembre 1919   | Gustave Louis Simon               |                              | |
| 10 décembre 1919  | mai 1925          | Henri Mengin                      |                              | |
| 17 mai 1925       | mai 1929          | Émile Devit                       |                              | |
| 19 mai 1929       | 13 mai 1933       | Marie-Joseph Malval               |                              | |
| 18 juin 1933      | 15 décembre 1933  | Charles-Victor Noel               |                              | |
| décembre 1933     | septembre 1944    | Camille Schmitt                   |                              | Conseiller général du canton de Nancy-Est (1925-1940) |
| 15 septembre 1944 | 18 mai 1945       | Jean Prouvé                       |                              | |
| 18 mai 1945       | 14 mars 1946      | Pierre Donzelot                   | Ceux de la Résistance        | |
| 25 mars 1946      | 19 octobre 1947   | Henri Sirguey                     | SFIO                         | |
| 26 octobre 1947   | 10 mai 1953       | Jean Lionel-Pèlerin               | RPF                          | Sénateur (1948-1952) Mort en cours de mandat |
| 10 mai 1953       | 22 août 1961      | Raymond Pinchard                  | CNIP                         | Mort en cours de mandat |
| 9 septembre 1961  | 8 janvier 1970    | Pierre Weber                      | RI                           | Conseiller général du canton de Nancy-Est (1945-1970) Démission en cours de mandat |
| 8 janvier 1970    | 12 février 1970   | André Rosambert                   | DVD                          | |
| 17 février 1970   | 23 mars 1977      | Marcel Martin                     | Centriste                    | Sénateur (1965-1974) |
| 23 mars 1977      | 12 mars 1983      | Claude Coulais                    | UDF-PR                       | Conseiller général du canton de Nancy-Ouest (1970-1982) Député (1973-1976, 1978-1981) Secrétaire d'état (1976-1978) |
| 12 mars 1983      | 6 avril 2014      | André Rossinot                    | UMP-RAD puis UDI             | Député (1978-1986, 1988-1993, 1995-1997) Ministre (1986-1988, 1993-1995) Président du Grand Nancy (2001-2020) |
| 6 avril 2014      | 5 juillet 2020    | Laurent Hénart,                   | UDI-RAD puis MR              | Président du Parti radical puis du Mouvement radical (à partir de 2014) Député de Meurthe-et-Moselle (2005-2012) Secrétaire d'État (2004-2005) |
| 5 juillet 2020    | En cours          | Mathieu Klein                     | PS                           | Président du conseil général puis départemental de Meurthe-et-Moselle (2014-2020) Président du Grand Nancy (depuis juillet 2020) |